# Casque celtique

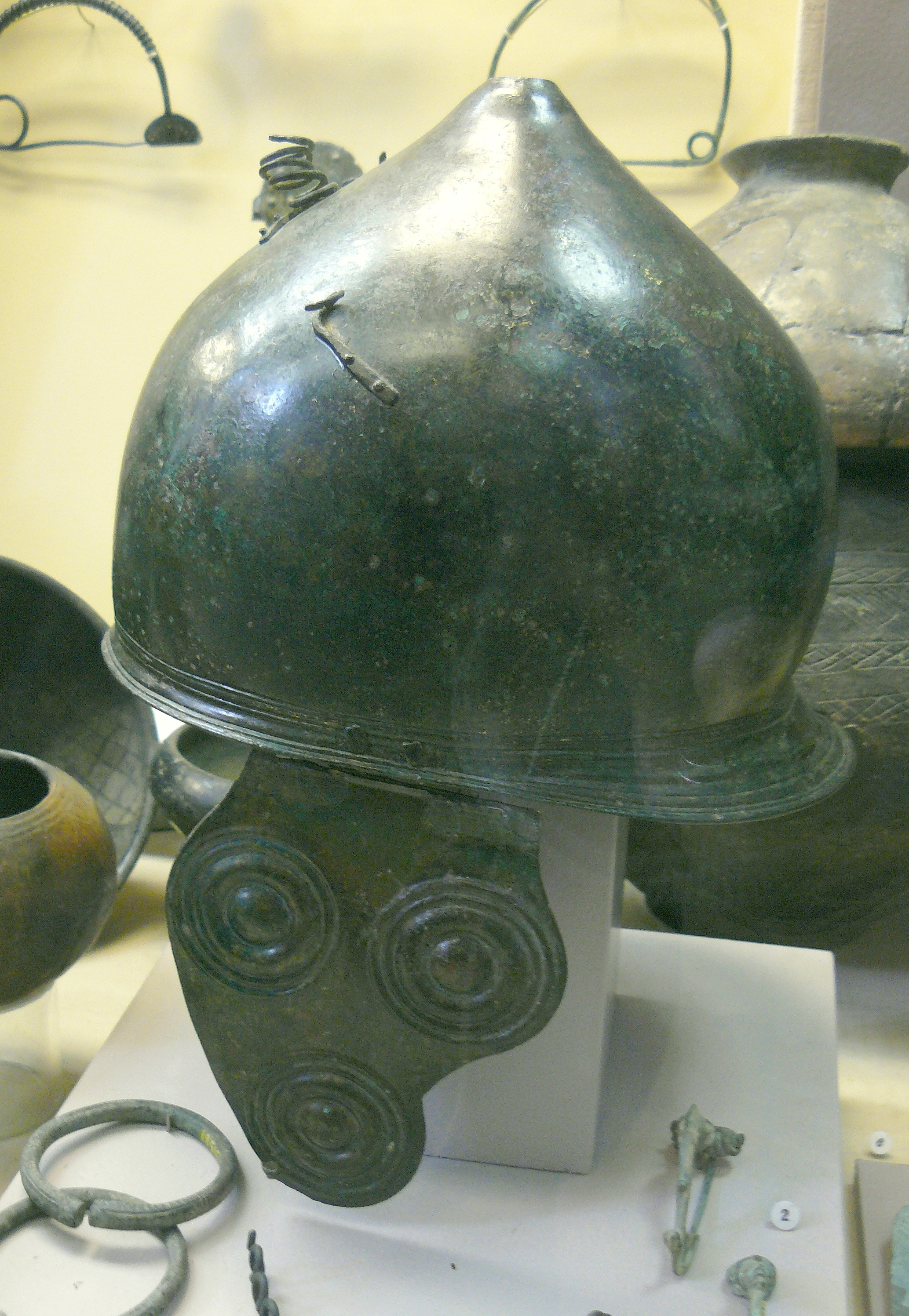
Casque celte de type italo-celtique en bronze avec couvre-joues à trois disques datant du, Musée d'archéologie nationale.

Le casque celtique est un constituant du costume de guerre des Celtes. Les trouvailles et recherches archéologiques ont révélé quelques dizaines de casques de combat ou d'apparat.
On peut trouver une continuité de forme entre les différents casques celtes et les casques de type Negau d'origine étrusques.

## Typologie des casques celtiques

### Casques de type Berru

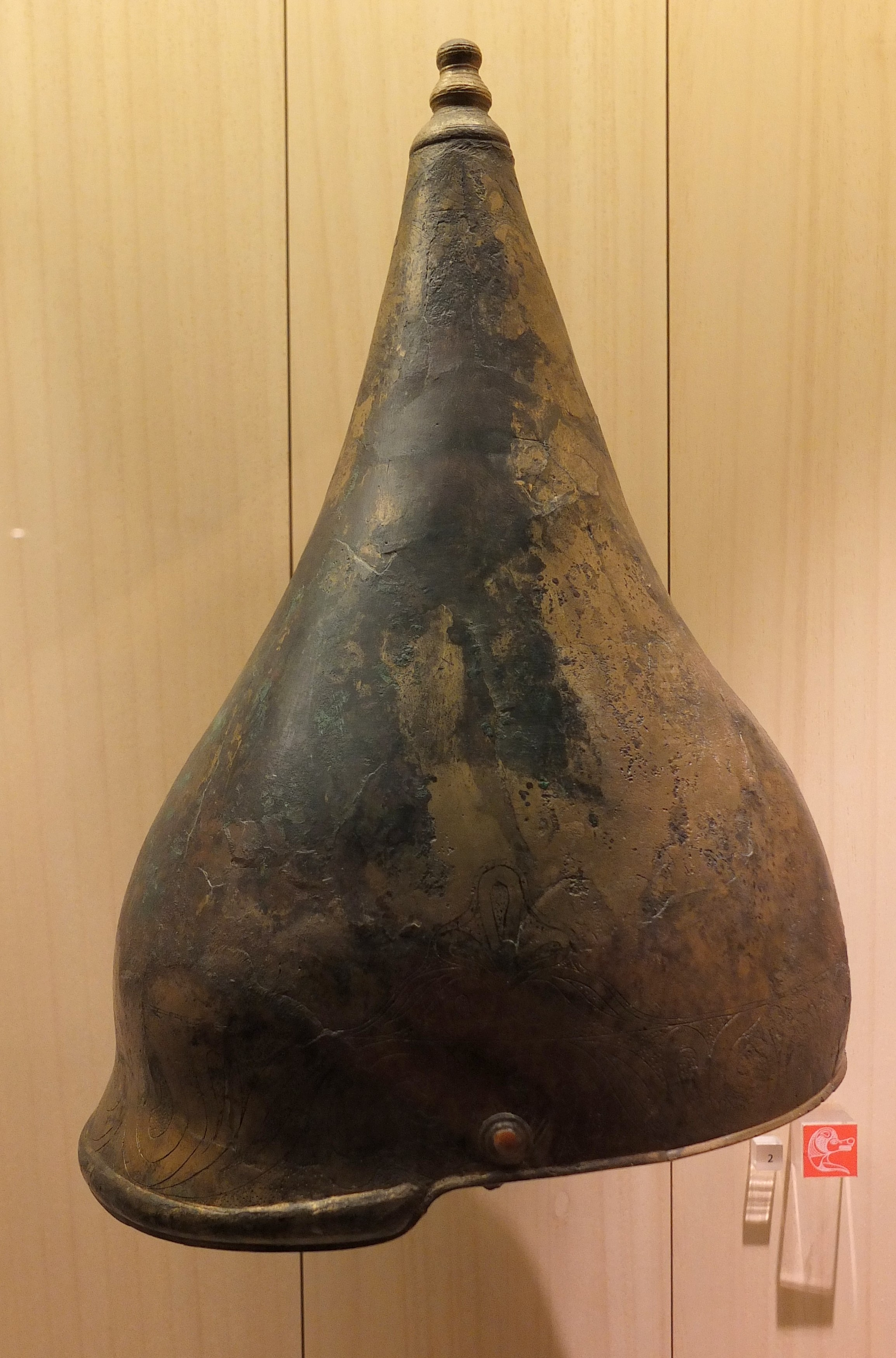
Casque trouvé dans la tombe à char de Berru en 1872, musée d'archéologie nationale.

Les casques celtiques qualifiés de « type Berru » sont des casques laténiens datant du Ve siècle. Une quinzaine d'exemplaires ont été découverts, sur une zone allant de la Champagne à la République tchèque. Néanmoins, la Champagne concentre près de la moitié des découvertes.
Ce casque fabriqué d'une seule pièce ne dispose pas de paragnathides (couvre-joue articulé), toutefois la présence de trous percés au bords du timbre permet de supposer la présence d'une jugulaire. La base de la calotte est également pourvue d'un couvre nuque peu marqué. La calotte est étirée vers le haut, en cône, et terminée par un bouton sommital mouluré. Certains toutefois, comme celui découvert à Prunay, ont un profil plus rond.
Essentiellement fabriqué en bronze, parfois en fer, le casque de type Berru est fréquemment décoré par des incisions et par des appliques. Les motifs utilisés peuvent encore appartenir au répertoire hallstattien, comme ceux décorant le casque de bronze découvert à la Gorge-Meillet. En revanche le casque de bronze de la tombe à char de Berru, qui a donné son nom au type, est décoré de motifs appartenant au répertoire de la Tène ancienne. Il est possible que ce type de casque ait également connu des modèles en cuir, décorés d'appliques en bronze,

### Casque de type "Böckweiler"
Type de casque celtique laténien datant du Ve siècle, et donc contemporain du type Berru, il se présente sous la forme d'une simple calotte de fer. Parfois pourvu d'un couvre nuque peu accentué, il n'est pas doté de paragnathides. Il porte cependant souvent des fixations destinées à recevoir une jugulaire.
Le casque qui a donné son nom au type a été trouvé à Bockweiler dans la Sarre, ce type de casque semble en effet davantage utilisé dans le domaine celtique oriental et centre européen.

### Casque de type celto-italique
Ce type, également connu sous les noms italo-celtique, étrusco-italique, étrusco-celtique semble être commun aux populations italiques et celtiques. Son apparition datant sensiblement des premières incursions celtes dans la péninsule italienne, il pourrait être issu de ces évènements et être un produit de la fusion des techniques artisanales celtes et italiennes. Il pourrait également être en partie dérivé du casque de type Berru. Il ressemble en effet beaucoup à celui-ci tout en étant doté de paragnathides articulées et d'une élévation plus faible. Les plus anciens modèles sont néanmoins parfois qualifiés de type Berru.
La principale différence entre les casques de tradition celtique et ceux de tradition italique se trouve dans le bouton sommital, pièce rapportée chez les Celtes, alors qu'elle est moulée en même temps que le casque chez les populations italiques. Les célèbres casques d'Agris, de Canosa et d'Amfreville sont tous les trois de ce type, de même que ceux, moins connus de Saint Jean Tolismon et Montlaurès. C'est également le cas du casque en fer et du casque à résille de Tintignac.
Ce type de casque a eu une longue utilisation, allant du IVe au Ier siècle av. J.-C. et se retrouve, du fait de son adoption par les troupes romaines et de l'extension du mercenariat celtique, un peu partout sur les rives de la Méditerranée et en Europe. Les modèles italiques de ce casque sont également qualifiés de type casque Montefortino (en). Le terme "type buggenum" est également parfois utilisé pour les modèles les plus tardifs. Il peut être équipé d'une large collerette offrant un surcroît de protection contre les coups de taille et avoir le sommet de sa calotte percé pour permettre la fixation d'une crête.

### Casque de type Port
Il s'agit d'un casque du Ier siècle, utilisé notamment lors de la guerre des Gaules. Ceci est confirmé par la découverte en 2007, de l'un d'eux sur le site de l'oppidum de Gondole en Auvergne. Ce casque est fabriqué en fer et est constitué d'une calotte simple à laquelle est riveté un large couvre-nuque. Sur cet ensemble viennent se fixer des paragnathides articulées. Cependant quelques modèles atypiques sont faits en une seule pièce en bronze, tel celui retrouvé à Francfort. La principale caractéristique de ce type de casque consiste en un décor de sourcil réalisé au repoussé sur le devant du casque.
Ce type de casque est l'un des prototypes utilisés par les armuriers de la légion pour concevoir les casques de type Weisenau adoptés par l'armée romaine sous le règne d'Auguste.

### Casque de type Alésia

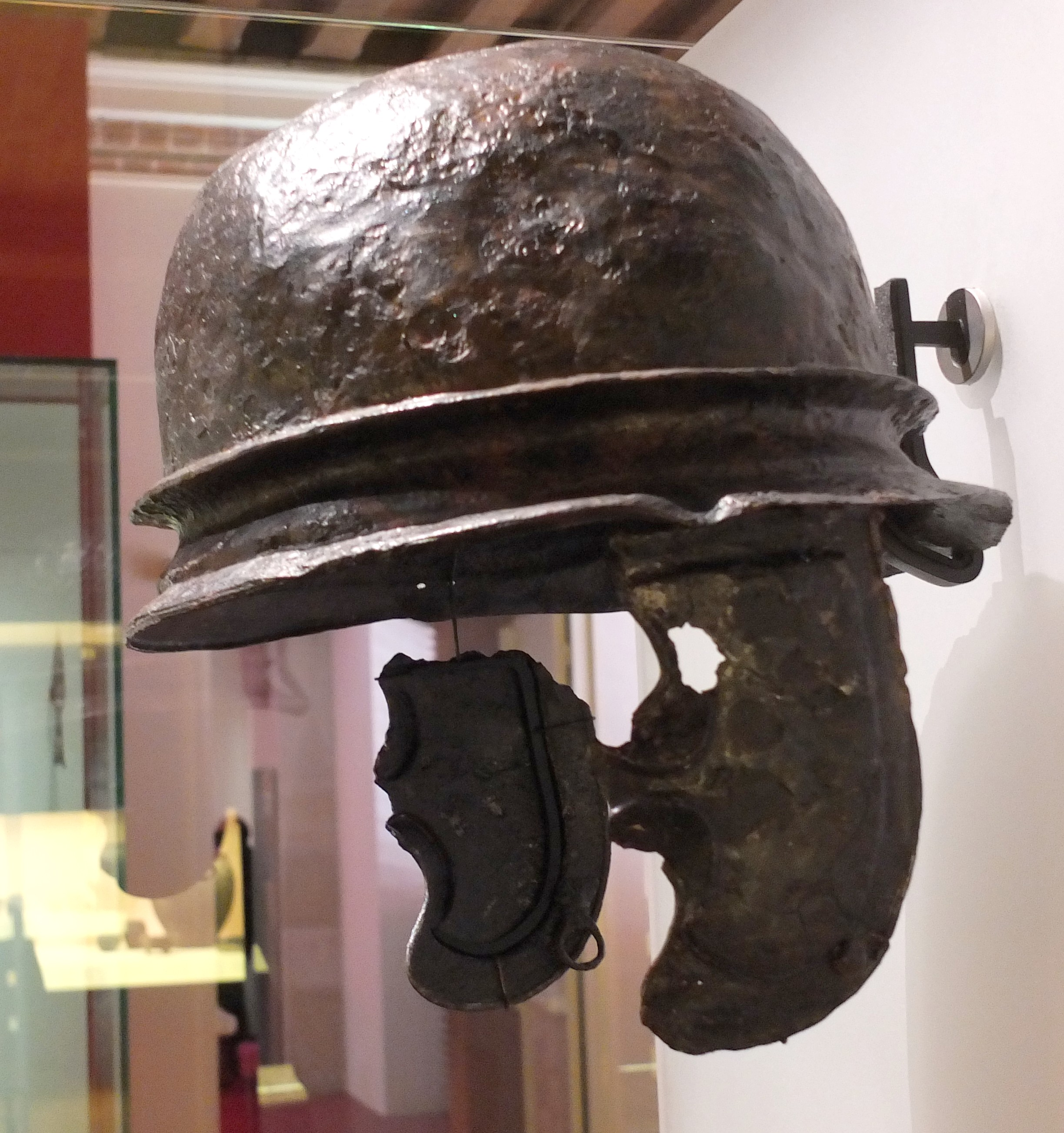
Le casque trouvé à Alésia, musée d'archéologie nationale.

Ce type de casque en fer, dont 6 exemplaires complets sont connus, est également appelé casque celtique occidental ("Westkeltischer typ"). Contemporain du casque de type port, il est constitué d'une calotte renforcée à la base par un bourrelet saillant façonné par martelage. Sous ce bourrelet, les bords évasés sont parfois décorés de rivets. Là dessus viennent se fixer des paragnathides articulées. Le casque Alesia trouvé à Agen est le seul muni d'un porte-cimier.
Ce casque existe en deux variantes. L'une est à calotte lisse, sans bouton sommital. L'autre est doté d'une calotte légèrement conique, elle-même surmontée d'un bouton sommital rapporté. Cette variante est parfois désignée comme le type Rouvray ou type Louvier du nom des lieux de découverte de casques de ce type. Le nom du type Alésia vient, lui, du fait qu'un exemplaire de la variante sans bouton sommital a été trouvé à Alise-Sainte-Reine.
Le type Rouvray est parfois considéré comme inspiré par le casque béotien, casque grec avec lequel il présente quelques analogies. D'autre fois il est rapproché du type italo-celtique en raison de la forme de son timbre.

### Casque de type celtique oriental
Les casques de ce type sont parfois désignés comme type de Novo Mesto, du nom d'une des découvertes. D'une forme un peu intermédiaire entre le type Alésia et le type Port, Les casques celtiques orientaux sont des casques composites, fabriqués par l'adjonction de pièces en bronze, couvre-nuques et bandeaux frontaux essentiellement, sur une calotte en fer. Ils sont également pourvus de paragnathides articulées. Ces éléments rapportés sont parfois richement décorés.
La plupart des découvertes de ce type de casque sont faites en Slovénie, à l'exception d'un casque, découvert en Pologne.

### Casque hors typologie et casques en matières périssables
Plusieurs découvertes récentes de casques ne correspondant à aucune typologie ont été faites. Michel Feugère mentionne le casque de Boé, qui est le seul exemplaire de son type, ainsi que celui trouvé à Toulouse-Estarac, isolé lui aussi mais qu'il rapproche d'une tête de statue casquée d'Entremont. Enfin, les casques simples de Tintignac, en alliage cuivreux pourvus de couvre-nuques et de paragnathides, sont également isolés dans la documentation.
Il y a également des indices qui laissent à penser que les Gaulois utilisaient également des casques fabriqués en matières périssables, en cuir, ce que les Romains nommaient des galéa, ou en bois. Cette dernière matière est utilisée pour la fabrication d'un type local inspiré du casque negau des Étrusques. Il s'agit du casque de type tessinois, fabriqué en feuille de bronze sur une âme de bois. Un certain nombre de ces casques ont été trouvés dans la nécropole de Giubiasco.

### La problématique du casque de type Coolus-Mannheim

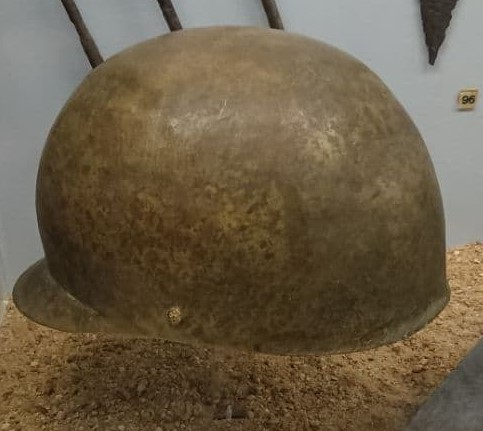
Le casque de Ciel au musée Vivant Denon (Chalon-sur-Saône).

Le casque de type Coolus Mannheim est un type de casque très simple datant du 2d siècle av. J.C. et utilisé jusqu'à la période augustéenne. Il s'agit d'une simple calotte de bronze pourvue d'un couvre-nuque à peine esquissé, les paragnathides ne sont que de simples anneaux de fer rivetés au casque.
Ce type de casque est considéré selon les auteurs comme alternativement soit celtique, soit romain. D'autres présentent la variante coolus comme celtique et la mannheim, plus massive, comme romaine. En bref, l'attribution culturelle de ce type de casque, principalement utilisé et découvert en Gaule, n'est pas encore totalement tranchée. L'hypothèse qui prévaut cependant est celle d'un casque italique adopté par l'armée romaine à la suite de la réforme marianique.

## Casques remarquables

### Le casque d'Amfreville-sous-les-Monts

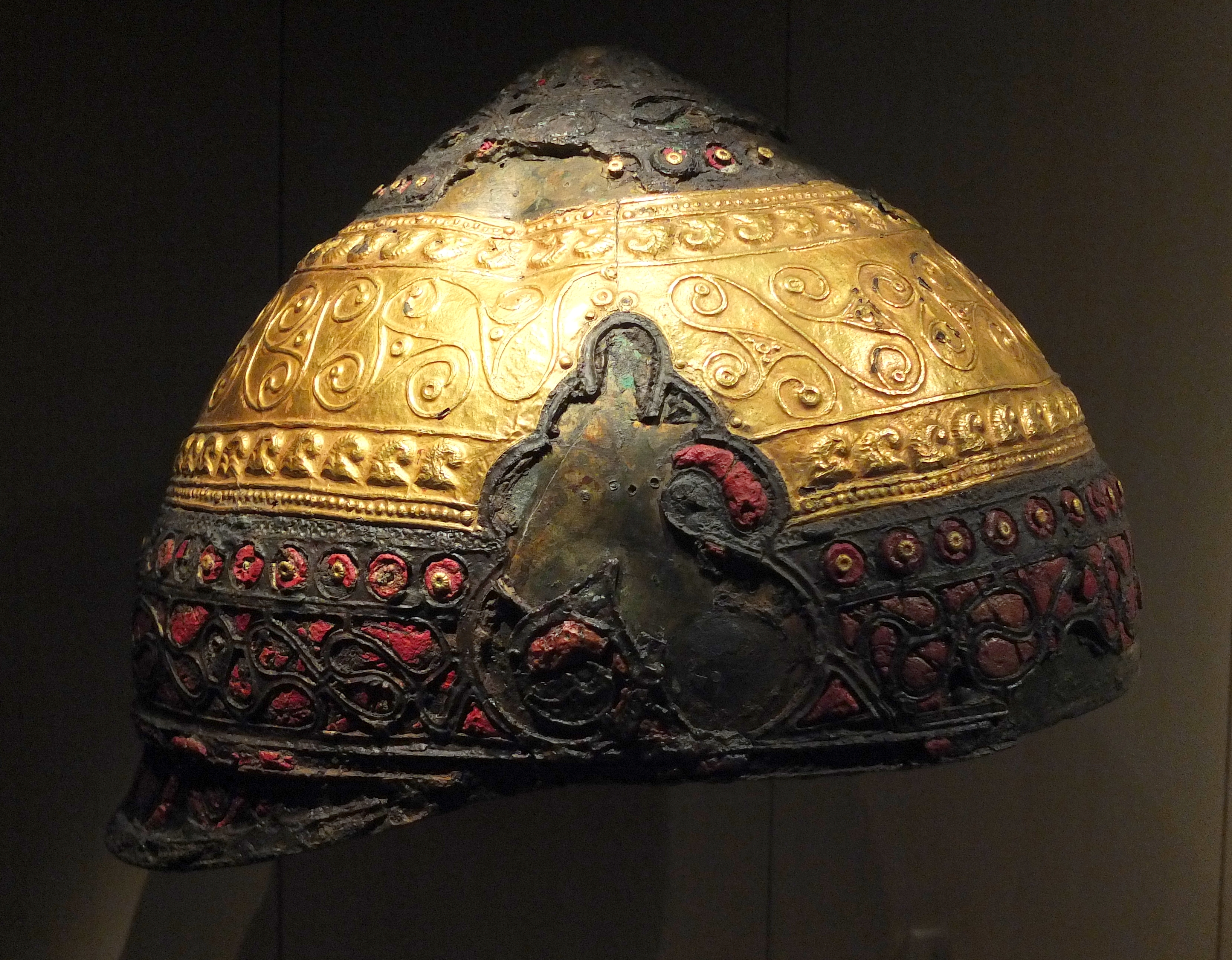
Le casque d'Amfreville, musée d'archéologie nationale.

Le casque d'Amfreville a été trouvé fortuitement en 1841 dans un ancien bras de la Seine sur le territoire du petit village d'Amfreville-sous-les-Monts, dans l'Eure, à 30 km en amont de Rouen.
C'est un casque d'apparat à couvre-nuque qui date du IVe siècle av. J.-C. ou du milieu du IIIe siècle av. J.-C. constitué d'une calotte d'alliage cuivreux recouverte de bandes de bronze et décoré de motifs géométriques en bandes parallèles typiques de l'art celte. Un plaquage d'or repoussé en faible relief figure une alternance de bandes parallèles figurant de petits cercles, des cornes opposées, des triskells ; et un émaillage rouge réalisé sur une résille de fer (et imitant du corail) représente une frise de méandres et d'esses. Le décor de ce casque est typique du style végétal continu.
Longtemps considéré comme unique et œuvre d'un artisan local, le casque est désormais comparé à celui d'Agris qui est en meilleur état et a conservé une de ses protège-joues. Leur similarité évidente fait penser à un modèle plus répandu et diffusé dans toute la Gaule. Le casque d'Amfreville, très représenté dans l'iconographie, est conservé au Musée d'archéologie nationale de Saint-Germain-en-Laye.

### Le casque d'Agris

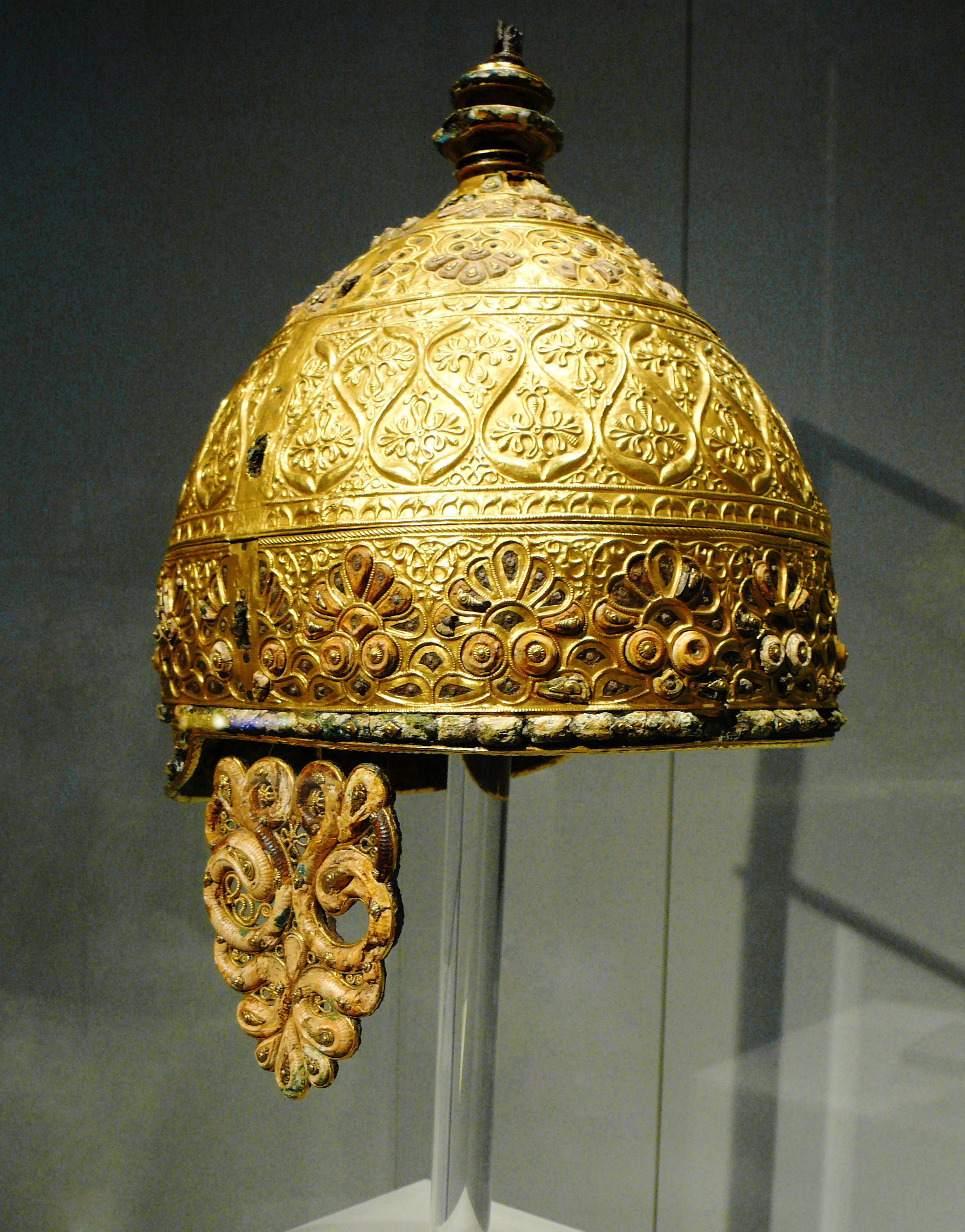
Le casque d'apparat d'Agris (Charente)

Ce casque d'apparat a été découvert en 1981 lors de fouilles archéologiques dans la grotte des Perrats, à Agris en Charente, près de La Rochefoucauld, sur le territoire du peuple des Ecolismiens,.
Il date du second quart du IVe siècle av. J.-C.. Dans ce même lieu de la grotte des Perrats, site du Bronze ancien, moyen et final, ont été trouvées des poteries du second âge du fer. C'est un dépôt dans un sanctuaire fréquenté du IVe siècle av. J.-C. au Haut Empire romain
C'est un casque très similaire à celui d'Amfreville-sous-les-Monts par sa facture et son décor, mais plus ancien : il est formé d'une coque en fer martelée à l'arrière de laquelle un couvre-nuque rapporté a été fixé par rivetage. Il a conservé une des deux protège-joues mobile (paragnathides) décorée d'un serpent à tête de bélier et le bouton sommital. L'analyse de la feuille d'or le recouvrant montre une origine du Massif central. Au vu de sa préciosité et de son décor, il s'agit d'un casque d'apparat. Il est conservé au musée d'Angoulême.

### Les casques de Tintignac

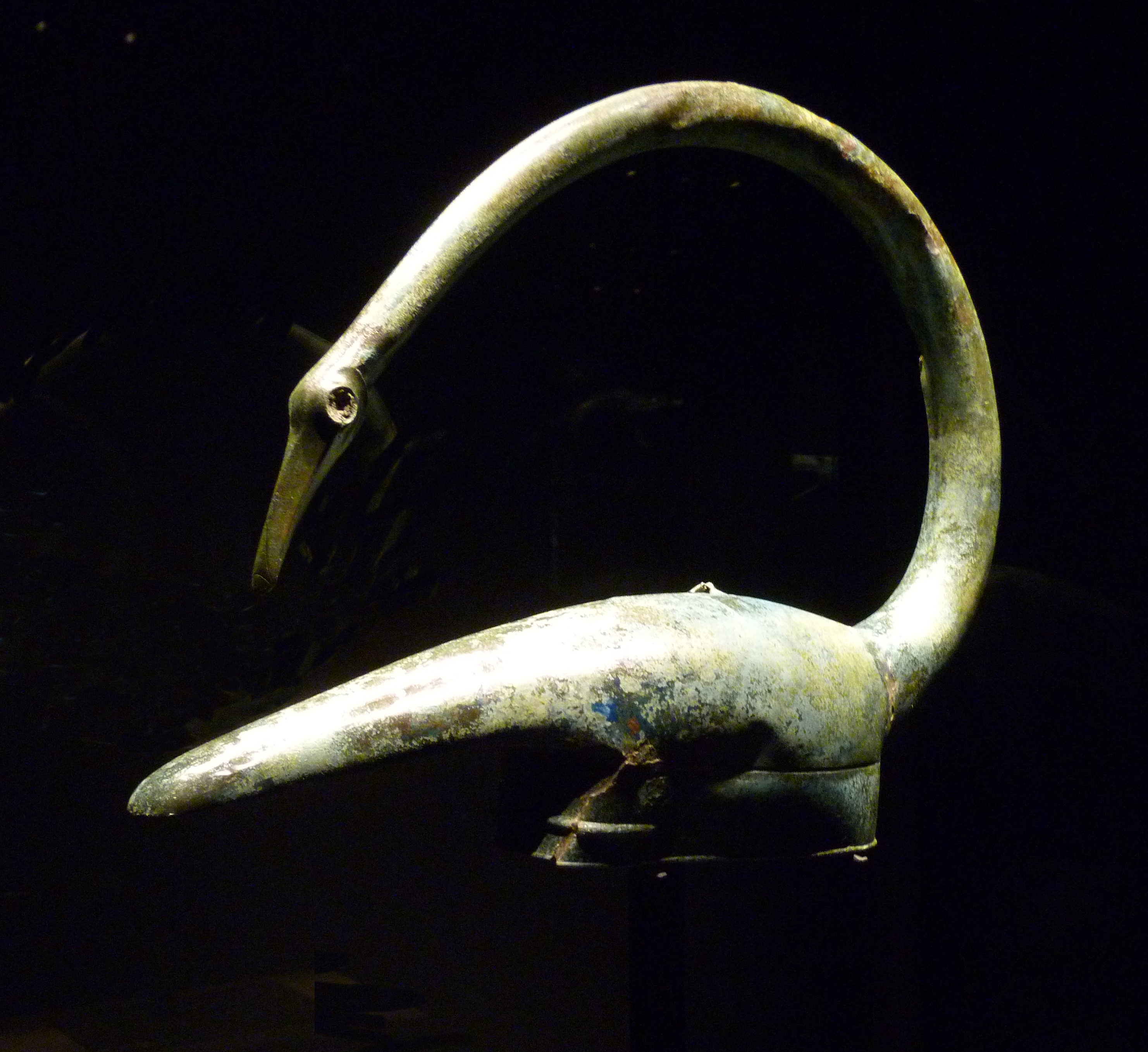
Le casque-cygne, bronze, découvert en 2004 à Tintignac.

Plusieurs casques ornementés ont été découverts dans les niveaux du sanctuaire gaulois antérieur au site gallo-romain de Tintignac à Naves, en Corrèze dans un dépôt d'objets et d'armes en bronze.
Parmi eux un casque est en fer et neuf sont en bronze. Deux d'entre eux sont de forme étonnante (ce qui est en accord avec la description de Diodore de Sicile de casques surmontés de grands ornements). L'un a la forme d'un cygne avec une calotte surmontée du long cou de l'oiseau le bec allant toucher la nuque, l'autre est surmonté de trois anneaux, d'environ 20 cm de diamètre, placés de face en triangle. Ces pièces sont uniques et dateraient du IIIe siècle av. J.-C. selon l'archéologue Christophe Maniquet.

### Le casque de Canosa
Casque d'apparat trouvé en Italie, à Canosa di Puglia. Il s’agit d’un casque en fer doté d’un décor de style végétal incrusté de corail, réalisé au repoussé sur des feuilles de bronze fixées sur le timbre. Le casque possède deux petits tubes porte-aigrette sur les côtés et la présence d’anneaux de fixation sur le timbre invite à le doter d’un cimier, hypothétique mais probable. Les paragnathides n’ont pas été retrouvées. Le timbre en fer est forgé d’une seule pièce, ce qui invite à considérer ce casque du IVe siècle av. J.-C. comme un casque hybride entre les traditions celtiques et italique. Son lieu de découverte, un hypogée italique, renforce cette idée de métissage.

### Le casque en fer de Notre-Dame-du-Vaudreuil
Le casque de Notre-Dame-du-Vaudreuil entièrement en fer sans décoration est en bon état. Il est pourvu de deux protège-joues fixes. Il est daté de la Tène finale soit le milieu du Ier siècle av. J.-C. et appartient au type Alésia.
Il a été découvert en 1846 lors de terrassements et étudié à la fin du XIXe siècle par Léon Coutil, archéologue normand. Il faisait partie d'un ensemble de tombes à incinération de guerriers celtes en compagnie d'une épée en fer et de céramiques au lieu-dit «la Coulinière ». Une étude détaillée du mobilier de ces tombes dont le casque est parue en 2005. Il est remisé au dépôt du Musée d'Évreux.

### Le casque de Boé
Casque de fer du Ier siècle av. J.-C., fabriqué d'une pièce et pourvu d'un timbre ogival et allongé. Il dispose également d'une visière, constituée d'une plaque de bronze insérée dans une fente du casque puis rivetée. Sa forme n'a pas d'équivalent connu actuellement.
Il a été trouvé dans une luxueuse tombe à char, datant de la fin du Ier siècle av. J.-C. découverte en 1959 et située sur le territoire de la commune de Boé, près d'Agen, dans ce qui était, à l'époque, le territoire des Nitiobroges. Outre le casque, la tombe contenait également les restes d'un char à quatre roues de nombreux éléments de vaisselle, dont une corne à boire germanique et parmi les armes, un fragment de cotte de mailles. La datation de l'ensemble est postérieure à la guerre des Gaules. Ceci, joint au fait que le défunt faisait manifestement partie de l'aristocratie guerrière, a fait que l'on a parfois attribué ce casque, et la tombe, au roi des Nitiobroges, Teutomatos, fils d'Ollovico.

### Le casque de Ciumeşti

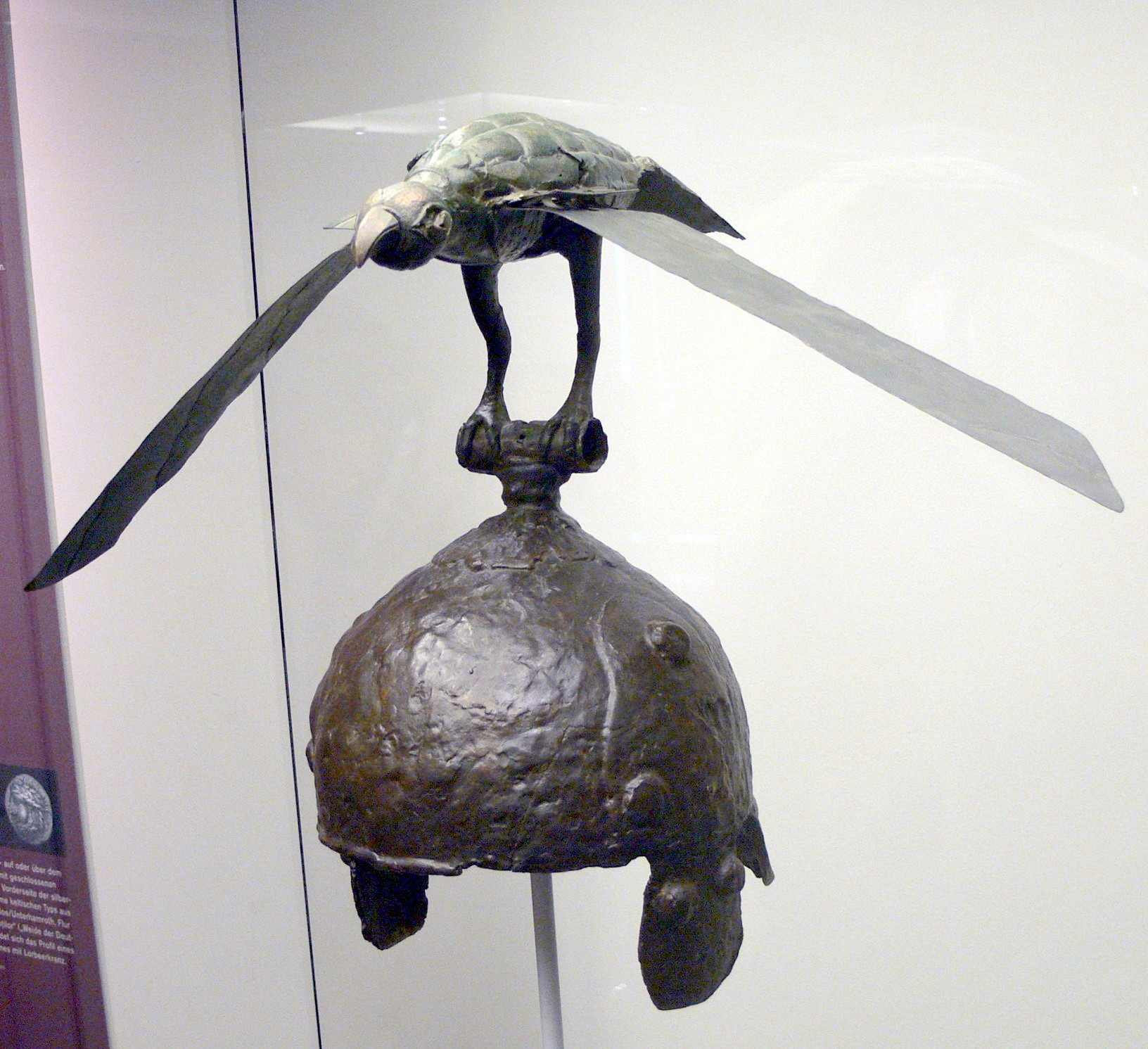
Casque de Ciumeşti.

En fer, le casque de Ciumeşti a été découvert dans les années 1960 dans une nécropole laténienne située à proximité de la ville de Carei, il est daté de la fin du IVe ou du début du IIIe. Fabriqué en fer, il est doté à son sommet d'une représentation d'oiseau, rapace ou corvidé, en tôle de bronze et dont les ailes sont articulées.
Le casque était accompagné du reste de la panoplie guerrière de son propriétaire, une cotte de mailles en fer dotée d'appliques de bronze, une lance et une paire de cnémides de bronze. Tous ces objets traduisent le haut statut social du défunt, les cnémides traduisant une certaine acculturation grecque de celui-ci

### Le casque du Waterloo Bridge

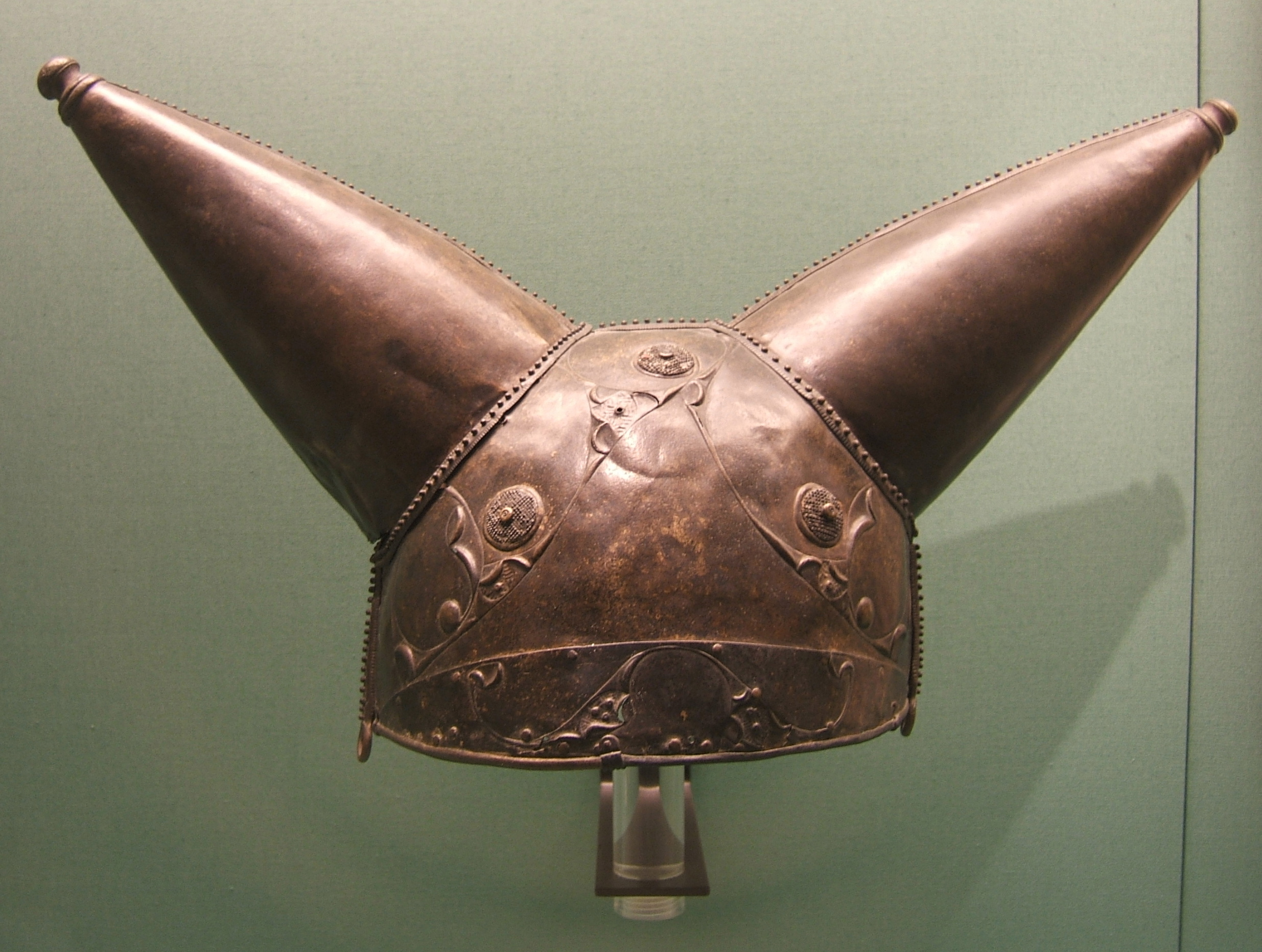
Le casque du Waterloo Bridge trouvé dans la Tamise 150/50 av. J.-C.

Casque de cérémonie daté du Ier siècle av. J.-C., orné au repoussé de motifs de la Tène finale. Ce casque essentiellement composé de deux feuilles de bronze rivetées ensemble, sur lesquelles sont ajoutés deux ornements coniques, eux aussi en bronze, et pourvus de boutons sommitaux. Cette forme, pour l'âge du fer, est à l'heure actuelle unique en Europe. Il est néanmoins possible, même si les deux ne sont pas identiques, de le rapprocher du casque à cornes représenté sur le chaudron de Gundestrup.
Ce casque a été découvert en 1868, dans la Tamise, à proximité du pont de Waterloo, à Londres. En raison du lieu de sa découverte et de la date de sa fabrication, il peut être attribué au peuple des Cantiaci à qui appartenait, selon Claude Ptolémée, la ville de Londinium.

### Le casque de North Bersted
Découvert en 2008, lors des campagnes de fouilles réalisées entre 2007 et 2010 près de Bognor Regis, dans le Sussex de l'Ouest, sur la côte sud de la Grande-Bretagne, le casque de North Bersted - du nom de son lieu de découverte - date du Ier siècle avant notre ère. Mis au jour dans une sépulture, il est particulièrement remarquable par son ample cimier composé d'une double crête métallique ajouré. Le casque proprement dit était un modèle de type coolus en bronze.
Cette décoration si particulière nécessitait des attaches pour conserver le casque bien en place. Le poids total de cette protection avait un impact physique pour le porteur.
Une reconstitution a été réalisée.
Le propriétaire de l'arme était à l'évidence un guerrier noble de haut rang, vraisemblablement d'origine continentale. Outre le casque, celui-ci était équipé d'une lance, d'une épée et d'un bouclier. Au vu de l'époque et des hypothèses sur l'origine de l'homme, il est supposé que celui-ci aurait pu être un auxiliaire de l'armée de Jules César durant la guerre des Gaules ou, à contrario, un opposant au conquérant romain.

## Le casque celtique dans l'iconographie moderne
Un emblématique dessin de casque celtique dû à Marcel Jacno, (1904-1989), dit Jacno, illustre les paquets de cigarettes Gauloises depuis 1925. Il est doté de deux ailes latérales sans justification archéologique et a inspiré Albert Uderzo pour son héros Astérix. Cette confusion vient d'une mauvaise reconstitution des premiers casques retrouvés démembrés au XIXe siècle : les archéologues de l'époque ont interprété les cache-joues (paragnathides) comme des ailes lorsqu'ils étaient portés non liés et qu'ils flottaient sur le côté. Les casques celtiques pouvaient porter des cimiers ou des cornes, ou des têtes d'animaux (site de Tintignac) mais il s'agissait de casques d'apparat destinés aux cérémonies, datant le plus souvent d'une époque plus ancienne.

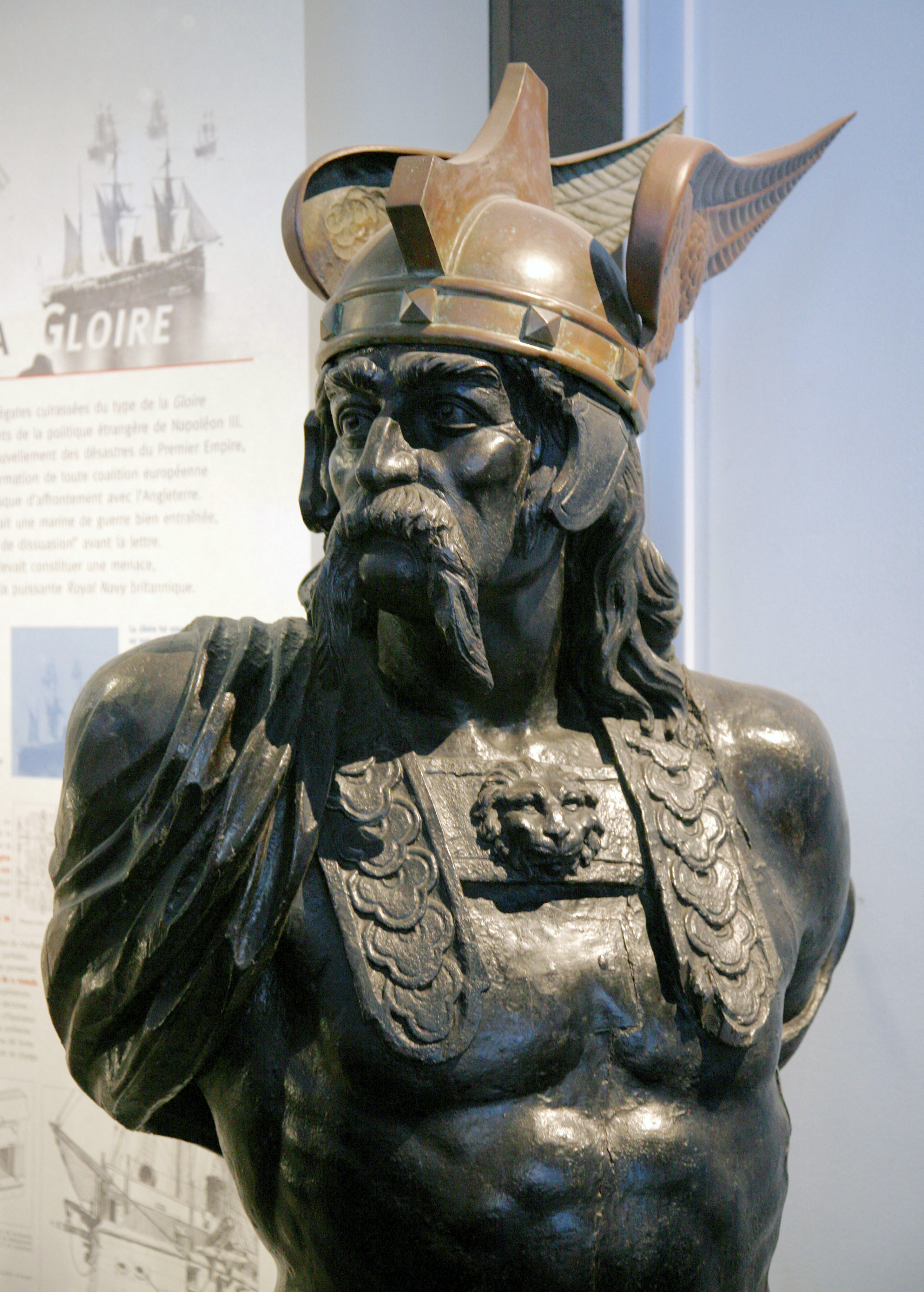
Figure de proue du cuirassé Brennus, réalisé à la fin du XIXe siècle, époque du renouveau gaulois en France, musée national de la Marine.
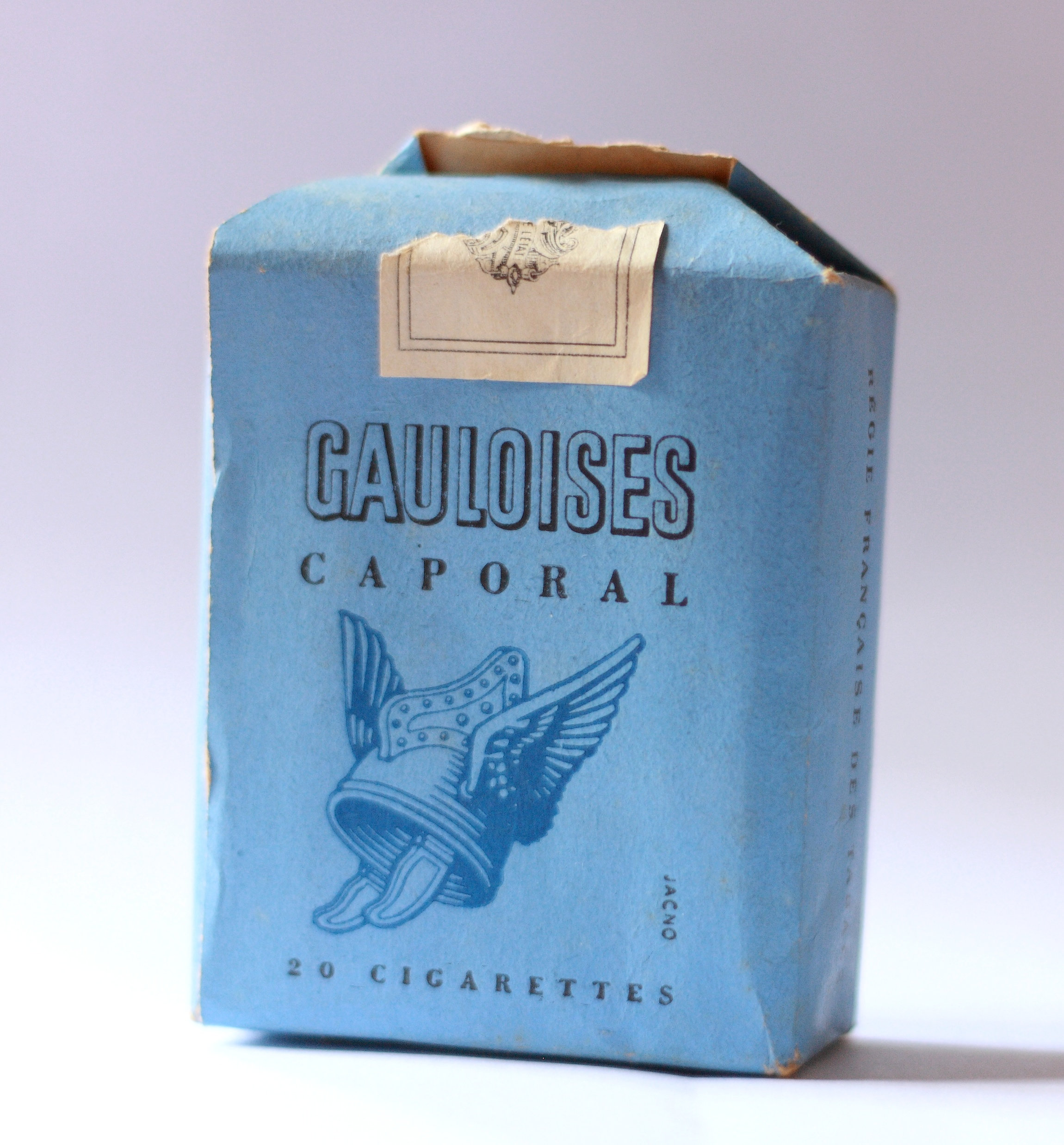
Le paquet de Gauloises, dessin de Marcel Jacno.

## Sources
- Paul-Marie Duval, Les Celtes, Gallimard, 1977
- O. Buchsenschutz, Les Celtes, Armand Colin, 2007